# Serrat de la Bandera (Castellar de la Ribera)
|  | Aquest article tracta sobre una de les dues muntanyes d'auest nom que hi ha al municipi de Castellar de la Ribera. Vegeu-ne altres significats a «Serrat de la Bandera». |

El Serrat de la Bandera o el Serrat de la Bandera de Vilatobà, és una muntanya de 858 metres que es troba al municipi de Castellar de la Ribera, a la comarca catalana del Solsonès.